# Bangin'
Bangin' är The Outfields andra studioalbum.

## Låtförteckning
1. "Somewhere in America" - 4:12
2. "Bangin' on My Heart" - 3:57
3. "No Surrender" - 4:47
4. "Moving Target" - 4:18
5. "Long Way Home" (John Spinks & Rick DiFonzo) - 4:22
6. "Playground" - 4:59
7. "Alone with You" - 3:17
8. "Main Attraction" - 3:54
9. "Better Than Nothing" - 4:04
10. "Since You've Been Gone" - 4:46

Alla låtar förutom "Long Way Home" skrevs av John Spinks.